# Solar dos Esmeraldos
O Solar dos Esmeraldos é um solar localizado na Lombada, freguesia e concelho da Ponta do Sol.
Este edifício foi mandado construir em 1494, pelo abastado comerciante flamengo João Esmeraldo que aforou as terras da Lombada da Ponta do Sol para a cultura da cana-de-açúcar. Ao longo dos tempos sofreu obras de beneficiação, mantendo no entanto o seu estilo inicial. Desde 1931 é propriedade do Estado Português, sendo actualmente uma escola. Em 1977, foi classificado como Imóvel de Interesse Público.